# Armand de Gramont (nobile 1879)
Antoine XII-Armand de Gramont, XII duca di Gramont (Parigi, 29 settembre 1879 – 2 agosto 1962), è stato un nobile, scienziato e industriale francese.

## Biografia
Fu conosciuto con il titolo di cortesia di duca di Guiche fino al 1925, quando succedette a suo padre come duca di Gramont. Era il figlio maggiore di Antoine Alfred Agénor de Gramont, XI duca di Gramont e Marguerite de Rothschild.
Nel 1904 sposò Élaine Greffulhe, figlia del conte Greffulhe e sua moglie Élisabeth de Riquet de Caraman-Chimay (che si dice fosse un modello per la duchessa di Guermantes nel romanzo di Marcel Proust Alla ricerca del tempo perduto).
Un raro filmato mostra Proust (col cappello a bombetta e cappotto grigio) al matrimonio di Gramont nel 1904. Il regalo di nozze di Proust a Gramont era un revolver in una custodia di pelle con iscrizioni di versi tratti dai poemi d'infanzia della sposa.

## Ascendenza
|                                             |                               |                                 | Genitori                            |  |  | Nonni |  |  | Bisnonni                               |  |  | Trisnonni                          |  |
|                                             |                               |                                 |                                     |  |  |       |  |  | 8. Antoine Héraclius Agénor de Gramont |  |  | 16. Antoine Louis Marie de Gramont |  |
|                                             |                               |                                 |                                     |  |  |       |  |  | 8. Antoine Héraclius Agénor de Gramont |  |  | 16. Antoine Louis Marie de Gramont |  |
|                                             |                               | 17. Aglaé de Polignac           |                                     |  |  |       |  |  | 8. Antoine Héraclius Agénor de Gramont |  |  |                                    |  |
| 4. Antoine Alfred Agénor de Gramont         |                               |                                 |                                     |  |  |       |  |  | 8. Antoine Héraclius Agénor de Gramont |  |  |                                    |  |
|                                             |                               | 9. Ida d'Orsay                  | 18. Jean-François Louis d'Orsay     |  |  |       |  |  |                                        |  |  |                                    |  |
|                                             |                               | 9. Ida d'Orsay                  | 18. Jean-François Louis d'Orsay     |  |  |       |  |  |                                        |  |  |                                    |  |
|                                             |                               | 9. Ida d'Orsay                  | 19. Eleanore de Franquemont         |  |  |       |  |  |                                        |  |  |                                    |  |
| 2. Antoine Alfred Agénor de Gramont         |                               | 9. Ida d'Orsay                  |                                     |  |  |       |  |  |                                        |  |  |                                    |  |
|                                             |                               | 10. William Alexander Mackinnon | 20. William Mackinnon               |  |  |       |  |  |                                        |  |  |                                    |  |
|                                             |                               | 10. William Alexander Mackinnon | 20. William Mackinnon               |  |  |       |  |  |                                        |  |  |                                    |  |
|                                             |                               | 10. William Alexander Mackinnon | 21. Harriet Frye                    |  |  |       |  |  |                                        |  |  |                                    |  |
| 5. Emma Mary Mackinnon                      |                               | 10. William Alexander Mackinnon |                                     |  |  |       |  |  |                                        |  |  |                                    |  |
|                                             |                               | 11. Emma Palmer                 | 22. Joseph Budworth Palmer          |  |  |       |  |  |                                        |  |  |                                    |  |
|                                             |                               | 11. Emma Palmer                 | 22. Joseph Budworth Palmer          |  |  |       |  |  |                                        |  |  |                                    |  |
|                                             |                               | 11. Emma Palmer                 | 23. Elizabeth Palmer                |  |  |       |  |  |                                        |  |  |                                    |  |
| 1. Antoine Auguste Agénor Armand de Gramont |                               | 11. Emma Palmer                 |                                     |  |  |       |  |  |                                        |  |  |                                    |  |
|                                             | 12. Carl Mayer von Rothschild | 24. Mayer Amschel Rothschild    |                                     |  |  |       |  |  |                                        |  |  |                                    |  |
|                                             | 12. Carl Mayer von Rothschild | 24. Mayer Amschel Rothschild    |                                     |  |  |       |  |  |                                        |  |  |                                    |  |
|                                             | 12. Carl Mayer von Rothschild | 25. Gutlé Schnapper             |                                     |  |  |       |  |  |                                        |  |  |                                    |  |
| 6. Mayer Carl von Rothschild                | 12. Carl Mayer von Rothschild |                                 |                                     |  |  |       |  |  |                                        |  |  |                                    |  |
|                                             |                               | 13. Adelheid Herz               | 26. Moses Isaac Herz                |  |  |       |  |  |                                        |  |  |                                    |  |
|                                             |                               | 13. Adelheid Herz               | 26. Moses Isaac Herz                |  |  |       |  |  |                                        |  |  |                                    |  |
|                                             |                               | 13. Adelheid Herz               | 27. Clara Salomon-Saaling           |  |  |       |  |  |                                        |  |  |                                    |  |
| 3. Marguerite de Rothschild                 |                               | 13. Adelheid Herz               |                                     |  |  |       |  |  |                                        |  |  |                                    |  |
|                                             |                               | 14. Nathan Mayer Rothschild     | 28. Mayer Amschel Rothschild (= 24) |  |  |       |  |  |                                        |  |  |                                    |  |
|                                             |                               | 14. Nathan Mayer Rothschild     | 28. Mayer Amschel Rothschild (= 24) |  |  |       |  |  |                                        |  |  |                                    |  |
|                                             |                               | 14. Nathan Mayer Rothschild     | 29. Gutlé Schnapper (= 25)          |  |  |       |  |  |                                        |  |  |                                    |  |
| 7. Luise von Rothschild                     |                               | 14. Nathan Mayer Rothschild     |                                     |  |  |       |  |  |                                        |  |  |                                    |  |
|                                             |                               | 15. Hannah Cohen                | 30. Levy Barent Cohen               |  |  |       |  |  |                                        |  |  |                                    |  |
|                                             |                               | 15. Hannah Cohen                | 30. Levy Barent Cohen               |  |  |       |  |  |                                        |  |  |                                    |  |
|                                             |                               | 15. Hannah Cohen                | 31. Lydia Diamantschleifer          |  |  |       |  |  |                                        |  |  |                                    |  |
|                                             |                               | 15. Hannah Cohen                |                                     |  |  |       |  |  |                                        |  |  |                                    |  |